# Liste des références culturelles à Orange mécanique
Pour plus de détails, voir Fiche technique et Distribution.
 (mai 2025).
Si vous disposez d'ouvrages ou d'articles de référence ou si vous connaissez des sites web de qualité traitant du thème abordé ici, merci de compléter l'article en donnant les références utiles à sa vérifiabilité et en les liant à la section « Notes et références ».
 (mai 2025).
Motif : article à recycler / organiser car une longue liste d'anecdotes sans ordre perceptible ne rime pas à grand chose
Le roman L'Orange mécanique et son adaptation au cinéma ont eu de nombreuses influences sur la culture populaire telles que la musique populaire, la télévision, les films et d'autres médias de divertissement. Certaines de ces influences sont basées sur les thèmes centraux de l'histoire, comme l'utilisation de l'argot anglo-russe appelé Nadsat ou encore sur des éléments visuels du film.

## Musique

### Rock et pop
- Le célèbre batteur John « Bonzo » Bonham du groupe Led Zeppelin a joué plusieurs de ses concerts avec un costume du groupe d'Alex.
- Dans la chanson Suffragette City de David Bowie, ses mots sont dirigés à un « Droogy ».
- Lors du Fever Tour de Kylie Minogue, en 2002, le set avait pour thème « Droogie Nights », fortement influencé par Orange mécanique. Kylie et ses danseurs étaient habillés comme Alex et son groupe, et la chorégraphie était inspirée par les gangs criminels. L'explication officielle du set mentionne Orange mécanique et l'histoire est à peu près la même que celle du film.
- Le groupe de rock japonais Dir en grey ont sur l'album Vulgar une chanson appelée Marmalade Chainsaw, directement inspirée par le personnage d'Alex. Les paroles mentionnent « an Orange-d up thirteen » et « A clockwork death thirteen ».
- La chanson Tokyo'77 de l'album Shizumi Taion du groupe japonais Fatima contient une séquence directement reprise du film dans sa version originale. Il s'agit de la fin de la conversation entre Dim et Alex, au Korova Milk-Bar, après qu'Alex a frappé Dim pour avoir interrompu du « Ludwig Van ».
- Clockwork Orange est le nom d'un groupe de rock progressif de Bangalore en Inde.
- The Clockwork Orange est le nom d'un groupe de surf rock des années 1960.
- En 1991, U2 a sorti le single The Fly. Sur ce CD, une chanson face B est intitulée Alex Descends into Hell for a Bottle of Milk/Korova 1.
- Dans le clip Falling to Pieces de Faith No More, le chanteur Mike Patton est habillé comme Alex dans plusieurs scènes.
- Dans le clip Genesis of Next du groupe de J-pop globe, l'un des chanteurs du groupe est habillé exactement comme Alex.
- La chanson Kubrick Eyes du groupe Hello Stranger de Los Angeles fait référence à la méthode Ludovico.
- Brendon Urie, le frontman de Panic! at the Disco est habillé comme Alex dans de nombreux clips et dans le clip A Little Less Sixteen Candles, a Little More 'Touch Me' de Fall Out Boy.
- Dans l'album éponyme du groupe Bayside, une chanson se nomme Tortures Of The Damned et mentionne « I've suffered the tortures of the damned, sir », parole reprise d'une réplique d'Alex dans le film de 1971.
- Le groupe argentin Los Violadores a enregistré en 1985 la chanson Uno, dos Ultraviolento faisant plusieurs fois référence au Nadsat.
- Le groupe My Chemical Romance s'est fait prendre en photo, habillées comme Alex et son gang au début du film.
- Le groupe Les Fatals Picards sort en 2007 l'album Pamplemousse mécanique. Et ce même groupe cite le film dans la chanson Moi je vis chez Amélie Poulain.
- Le groupe Paganella sort en 2005 une chanson nommée Ludovico, qui fait un parallèle avec la manipulation par l'intermédiaire de la télévision, dont le spectateur peut se prendre « pour Alex De Large, les yeux cloués ouverts ».
- dans le morceau Ma Petite Dépression de l'album Verdure et Libido (2000) la chanteuse du groupe Billy Ze Kick et les Gamins en Folie avoue se faire « Toltchoquer le golliwock » et que ça lui fait du bien. Il s'agit ici d'un usage de l'alternance de code linguistique burgessienne.
- en 2008, les Shades, un groupe de rock français, intitulent leur single Orage mécanique.
- Moloko Plus est aussi le nom d'un groupe de Rock/Pop de Nantes (France) formé en 2009.
- La chanson Hier kommt Alex du groupe allemand Die Toten Hosen, fait référence au héros du film. Elle ouvre l'album-concept Ein kleines Bisschen Horrorschau dont les paroles racontent la même histoire que le film. Des extraits de la neuvième symphonie de Beethoven sont intercalés entre les morceaux et le compositeur figure sur la pochette originale de l'album.

### Indie et britpop
- Blur rend hommage au film dans le clip The Universal dans lequel Damon Albarn est habillé comme Alex Delarge.
- L'album de 2002 des Libertines, Up the Bracket contient une chanson nommée Horrorshow, faisant référence à un terme du Nadsat.
- En 2002, le groupe de rock alternatif polonais Myslovitz a sorti l'album Korova Milky Bar en référence à l'endroit où Alex et son gang vont boire leur moloko.
- En 2005, le duo allemand/français Stereo Total a composé une chanson appelée Orange mécanique.
- La chanson Orange du premier album de Kasabian rend hommage à plusieurs éléments de la bande originale du film.
- La pochette du single A Girl Like you d'Edwyn Collins est tirée d'une peinture présente dans la maison d'Alex.
- En 2014, la chanteuse Lana Del Rey a sorti l'album Ultraviolence qui contient une piste du même nom. Elle fera ainsi référence à des films de Stanley Kubrick dans des titres comme Lolita ou le très célèbre Born to Die.

### New wave et dance
- À la fin des années 1970, le groupe de new wave liverpudlian Echo and the Bunnymen ont sorti leur premier enregistrement sous le label « Korova ».
- Le groupe de post-punk édimbourgois Scars a enregistré une chanson appelée Horrorshow sortie en single sous le label Fast Product en 1979 et qui raconte l'histoire du roman. À noter que le roman avait eu une influence très importante sur le chanteur, Robert King, et le titre est tiré du terme Nadsat pour « bon ».
- The Fall a enregistré la chanson intitulée To:Nkroachment: Yarbles sur leur album de 1985 This Nation's Saving Grace. « Yarbles » signifie « testicules » en Nadsat.
- Le groupe New Order a intitulé une de ses chansons Ultraviolence dans leur album de 1983 Power, Corruption and Lies.
- Le groupe Sigue Sigue Sputnik a utilisé le mot « ultraviolence » ainsi que des samples du film sur leur single Love Missile F1-11 en 1986, adoptant aussi l'imagerie du film pour leurs costumes de scènes et leur clips. Le groupe emploie de nombreuses références au livre et au film, tel que thème musical du film en ouverture de leurs concerts. Leur album de 1990 The First Generation comprend aussi une chanson intitulée Ultraviolence.
- Le groupe d'electropop Heaven 17 a tiré son nom d'un groupe dans le livre.
- Le groupe de musique électronique Moloko a tiré son nom de la boisson à base de lait et de drogues du livre.
- Le groupe de musique électronique français Justice, a publié sur internet le clip du morceau Stress, réalisé par Romain Gavras, qui fait ouvertement référence à l'ultraviolence du film.

### Hip hop et R&B
- Le rappeur Don Choa fait un clin d'œil dans la chanson Apocalypse, sur l'album Vapeurs Toxiques en chantant : Oh, danger, panique, orange mécanique, I'm singing in the rain.
- Le groupe de rap hardcore D12 a enregistré une chanson en 2001 intitulée American Psycho sur leur album Devil's Night. Au début de cette chanson, un des membres du groupe, Eminem, rap les paroles « Lock your doors, drop to the floors, get your shotguns drawn - here comes another Clockwork Orange. »
- Le rappeur Cage a une chanson intitulée Agent Orange sur l'album Movies for the Blind. Les premières notes sont les mêmes que celles du début du film et il dit même que son nom est Alex.
- Sur une photo promotionnelle pour l'album de 2006 de Gnarls Barkley, St. Elsewhere, Dangermouse et Cee-lo sont habillés comme Alex et Dim.
- Le clip de My Way du chanteur R&B Usher est très influencé par le film: le costume d'Usher est similaire à celui d'Alex, il porte un chapeau melon et a des cils dessinés autour de son œil gauche (Alex les porte à l'œil droit).
- Le groupe toulousain KDD a enregistré une chanson intitulée Orange mécanique sur l'album Résurrection.
- Le rappeur des hauts-de-seine L.I.M. a repris l'instrumentale d'Orange mécanique dans le premier volet de sa trilogie Violences urbaines
- La chanson Moustache mécanique, de Ed Wood Is Dead, fais référence au cocktail Moloko ; « Si tu traînes tard le soir, autour du Korova Milk Bar, [...] Des cocktails Moloko bien mal acquis »
- Teki Latex, sur l'album sorti en 2009 Mes pelures sont plus belles que vos fruits fait allusion au film dans la chanson « Agent orange » dont il reprend l'introduction en la modifiant légèrement « Il y avait moi, c'est-à-dire Julien et mes trois druggies. Nous étions installés au Korova milk bar à nous creuser le rassoudok pour savoir où passer la soirée. Au Korova on sert du lait plus, lait plus vellocet ou synthemesc ou drencrom. Nous on en était au drencrom. Ca vous affûte l'esprit et ça vous met en train pour une bonne petite fête d'ultra-violence. ».
- Al'Tarba et son groupe Droogz Brigade (dont le nom fait directement référence au terme "Droogiz") font souvent des références à Orange mécanique qui est leur film favori. Dans la pochette de l'album "Blood Out Connections" d'Al'Tarba on peut voir une photo de Droogz Brigade habillées comme Alex et sa bande, ou dans leur morceau intitulé « Voyage au bout de la nuit », ou il fait référence au film dans une phrase : « Ce soir on part en vadrouille comme Alex et ses Droogz ».
- Le rappeur Seth Gueko a repris l'instrumentale du thème du film Orange mécanique pour son morceau "Dès que".
- Dans l'album La voix du peuple de Démocrates D, la chanson Le crime fait référence au film de Stanley Kubrick.

### Metal
- Le chanteur et guitariste de Megadeth, Dave Mustaine appelle ses fans les Droogies.
- Dans le clip Welcome to the Jungle des Guns N' Roses, Axl Rose est attaché et doit regarder plusieurs écrans montrant des scènes de sexe et de violence. La seule différence avec la méthode Ludovico est que ses yeux ne sont pas forcés à rester ouverts.
- Le groupe de metal Acid Bath utilise des citations d'Orange mécanique dans la chanson Cassie Eats Croakroaches.
- Le groupe de metal gothique Type O Negative s'est fait prendre en photo lors d'une promotion déguisé comme Alex et ses droogs.
- Le groupe de metal canadien Kittie s'est lui aussi déguisé comme Alex et son groupe pour un article dans le magazine de rock Revolver.
- De nombreuses paroles dans la chanson Never Gonna Stop de Rob Zombie font référence au film. Par exemple, « My Durango 95 » est la voiture que conduisent les droogs. « Step back and watch it flow » fait référence au sang qui coule des victimes d'Alex. Le clip lui-même est un hommage au film ; Rob y est déguisé comme Alex, ses musiciens comme la bande d'Alex, le clip se déroule au Korova Milkbar et une scène fait référence à la scène des porcs de la route. Le titre alternatif de la chanson est Red, Red Kroovy, une expression Nadsat pour le sang.
- Le groupe neo-zélandais Shihad ont fait leur clip Pacifier en hommage au film (1999). Le groupe apparaît en costume dans le Milk Bar, jouant comme groupe et conduisant une Lotus.
- Les paroles de Pornogratherapy de Every Time I Die fait de nombreuses références au film.
- Le groupe Count Nosferatu Kommando, renommé  Cosa Nostra Klub, a sorti un album nommé Ultraviolence Über Alles et utilise la réplique ; « ...une bonne petite fête d'ultraviolence » (ainsi que d'autre répliques des films de S. Kubrick), et Mr Hreidmarr et Heinrich Von B, les deux leaders du groupe, sont déguisés comme Alex et sa bande sur les photos promotionnelles de cet l'album. Le logo du groupe utilisé pour l'album L'Hymne à la Joie est écrit avec la police du film Orange mécanique.
- Le groupe de néo-metal français Pleymo fait une référence au film Orange mécanique dans sa chanson Kubrick.
- Le dernier album de Sepultura baptisé A-Lex est entièrement basé sur le film Orange mécanique.
- Dans le clip "Never Gonna Stop (The Red Red Kroovy)", le chanteur/réalisateur Rob Zombie rend hommage en réalisant un clip, entièrement consacré à ce film
- L'album Moloko and Ultra-Violence du groupe de métal industriel italien Latexxx Teens est une référence directe au film.

### Punk et Oi!
De nombreux groupes de punk rock, post-punk et Oi!/street punk ont repris des éléments du film dans leurs paroles et dans leur image. Le roman et le film sont restés très populaire parmi les skinheads et les punks.
- L'album des Ramones Too Tough to Die contient une chanson instrumentale appelée Durango 95 (le nom de la Probe 16 dans le film) et la couverture de l'album montre le groupe à l'entrée d'un tunnel, faisant référence à la scène où Alex et ses droogs attaquent un sans abri.
- La chanson Ultra Violence de Metal Urbain contient des paroles directement en rapport avec le film.
- Les membres du groupe de punk anglais des années 1970, The Adicts, apparaissent régulièrement déguisés comme Alex.
- Bérurier Noir a une chanson intitulée Clockwork Béru, dans laquelle il est question de « se drinker un moloko » et autres clins d'œil. Les paroles de la chanson Porcherie font également référence à la passion musicale d'Alex : « Beethov' devient l'ultra-violence », et il est également fait référence à l'œuvre dans la chanson Vivre libre ou mourir: « Prison psychiatrique/Orange mécanique ».
- Cock Sparrer a une chanson intitulée Droogs Don't Run.
- The Exploited, le groupe de punk écossais des années 1980 utilise des extraits audio du film dans quelques-unes de leurs chansons telles que Law for the Rich et Police TV.
- En 1982, le groupe de punk californien TSOL a utilisé la police du logo du film (Timepiece) pour leur album Beneath The Shadows.
- La chanson de 1982 du groupe The Birthday Party The Dim Locator a pour personnage un certain Dim. La phrase « Don't call me Dim! » est similaire à celle du film « And don't call me Dim no more, either. Officer, call me. »
- Au début de Siouxsie and the Banshees, la chanteuse Siouxsie Sioux portait fréquemment un maquillage à l'œil similaire à celui d'Alex.
- Lower Class Brats, dont le chanteur se fait appeler Bones DeLarge, a repris de nombreux éléments du livre et du film dans ses chansons, dans ses produits dérivés et même dans les tatouages de ses membres.
- A Cure for What Ales You de The Skoidats (1999) contient une chanson nommée The Night of the Droogs, avec, par exemple, des paroles comme « The blood will flow like Clockwork Red ».
- Les membres du groupe punk guadeloupéen The Bolokos apparaissent avec des costumes de scène similaires à ceux d'Alex et ses droogs.
- Le chanteur du groupe punk norvégien Turbonegro apparaît parfois avec un maquillage aux deux yeux comme celui que porte Alex à l'œil droit et portant un chapeau melon.
- Dans la chanson Le Pouvoir, Tagada Jones parle d'« ultra-violence ».
- Il existe un groupe de punk underground qui s'appelle Orange mécanique, du nom du film.
- Le groupe Ludwig von 88 fait une allusion à la passion d'Alex pour Ludwig van Beethoven dans son nom.
- Le groupe de Punk américain Rancid a interprété une chanson intitulé "Clockwork Orange" paru sur l'album B Sides and C Sides, en 2008.
- Le groupe Punk Oi! de Metz Rassoudok a intitulé son 45 tours " sex, droogs and rock n roll " et utilise l'intro du film sur son morceau " déterminés "
- Le groupe Bérurier Noir a composé un morceau intitulé "Clockwork Béru" en référence au film "Orange Mécanique".
- Lemovice, groupe de oi française, fait référence à ce film dans sa chanson "madness".
- Le groupe de Punk/Rock Alternatif La Souris Déglinguée cite "Orange Mécanique" dans les paroles de leur morceau "Aujourd'hui et demain" sur l'album éponyme de 1983. "Aujourd'hui ils ne sont rien Mais peut-être que demain, ils seront les futurs flics, comme dans Orange Mécanique."
- Chanson "Dans la nuit" du groupe Komintern Sect qui reprend "i sing in the rain" symbole du film avec  le même passage de la chanson. La chanson parle également de faire des actes de violences sur un fond de symphonie comme dans Orange Mecanique avec Beethoven. Puis le titre les groogies dans le film font régner la terreur lors de virées nocturnes.

### Trance
- Cygnus X a créé The Orange Theme basé sur le thème musical du film.

### Chanson Française
- Le maquillage de Thomas Fersen sur la pochette de son sixième album studio, Le Pavillon des fous, est identique à celui d'Alex.
- De même, dans le clip de la chanson Elle attend de Jean-Jacques Goldman, on aperçoit un personnage avec le même maquillage et le même chapeau.

## Télévision

### Les Simpson
La série animée populaire Les Simpson fait référence au film dans de nombreux épisodes, la plupart du temps en faisant un parallèle entre Bart et Alex :
- Dans l'épisode Simpson Horror Show III, Bart porte lors de l'Halloween un costume semblable à ceux d'Alex et de son groupe.
- Dans l'épisode Chienne de vie, Smithers force Petit Papa Noël à garder les yeux ouverts pendant qu'on lui diffuse une séquence de scènes destructrices sur de la musique classique. D'un gentil chien aimant jouer, Petit Papa Noël devient méchant et violent.
- Dans l'épisode Ne lui jetez pas la première bière, Bart essaye d'atteindre des gâteaux placés par une Lisa vengeresse. La scène copie l'angle du film lorsqu'Alex essaye d'atteindre la poitrine de la femme. À cause du conditionnement de Lisa, Bart tombe alors sur le plancher en tremblant, de la même façon qu'Alex a des nausées.
- Dans ce même épisode Homer va au centre des Alcooliques anonymes parce qu'il a conduit ivre, on lui passe alors des vidéos contenant des accidents et des personnes blessées, mais au lieu d'être choqué, il sourit, comme Alex qui lors de son traitement rit des vidéos violentes qui lui sont montrées.
- Dans l'épisode Homer fait son Smithers, alors que Mr Burns récupère dans son lit, Smithers le nourrit avec des cacahuètes espagnoles. Mr Burns mâche bruyamment et ouvre la bouche lorsqu'il en veut une autre. Cette scène est similaire à celle qui se passe à l'hôpital, lorsque le ministre nourrit Alex.
- Dans l'épisode Un Tramway nommé Marge, Bart dit ; « I have pain in my gulliver » citant presque directement Alex.
- Dans l'épisode Simpson Horror Show XXI, Maggie dans son bain a le chapeau et le maquillage aux yeux d'Alex.
- Dans l'épisode Simpson Horror Show XXV, la deuxième partie est une parodie entière du film.

### Autres séries animées
- Un poulet obligé de garder les yeux ouverts apparaît dans le générique d'ouverture de la série Robot Chicken, référence à la méthode Ludovico.
- Un épisode de Megas XLR est nommé A Clockwork Megas.
- Harvey Birdman, Attorney at Law a un épisode intitulé Blackwatch Plaid.
- Dans un épisode de Profession : critique, Jay Sherman peut être vu dans un costume du groupe d'Alex.
- Dans la série Teen Titans, Malcolm McDowell double Mad Mod, un super-vilain qui utilise des illusions technologiques et des techniques de lavage de cerveaux. Ses apparitions sont souvent accompagnés de clins d'œil au film. Par exemple, il aime employer une technique de lavage de cerveau ressemblant fortement à la méthode Ludovico (qu'il a essayé sur Starfire).
- Malcolm McDowell joua un singe cyborg récurrent nommé Rhesus II dans Captain Simian and the Space Monkeys. Dans un épisode, les héros altèrent la programmation du cyborg (une sorte de redémarage) et il cite brièvement la réplique d'ouverture du film.
- Dans la première saison de la série britannique The Mighty Boosh, Vince rejoint un groupe electro nommé « Kraftwerk Orange » dont les membres sont habillés comme Alex et ses droogs.
- Dans l'épisode Super Trivia de Aqua Teen Hunger Force, Frylock met Master Shake et Meatwad dans des camisoles de force, les attache sur des chaises, les oblige à garder les yeux ouverts et à regarder un dvd contenant tout le savoir du monde pendant plusieurs jours, référence à la méthode Ludovico.
- Dans Thanksgiving, épisode de la série South Park, Cartman ferme les yeux et s'imagine des tas de choses affreuses afin de penser à ce que subissait Hellen Keller dont il doit écrire la pièce, comme Alex en écoutant la 9e de Beethoven. De même Malcolm Mc Dowell narra l'épisode Pip où un forgeron fera une orange en fer. De plus, dans 201, la ruse utilisée par Cartman/Mitch Connor pour entrer chez Mephisto est directement inspirée de celle de Alex et ses droogies. On retrouve également une référence dans l'épisode Coon 2 : Hindsight lorsque Cartman passe à tabac ses amis ou encore lorsqu'ils boivent un verre dans un café.
- Dans un épisode de South Park, Captain Konstadt (Saison 14 Épisode 11) Cartman (le Coon) se sent exclu car ceux de sa bande se sont opposés à sa décision (bien qu'il l'ait accepté sans trop de souci), la même scène se déroule alors, On entend les pensées de Cartman (ou d'Alex dans Orange mécanique) puis celui-ci frappe violemment ses camarades, ensuite il tend la main tandis qu'il cache ses griffes derrière son dos (au lieu d'un poignard). Lorsque son camarade saisit sa main, il tire dessus et le griffe (au lieu de la poignarder). Puis, lui et ses amis blessés se retrouve au bar. Cartman a repris sa place de chef. Lors de cette scène - qui est elle aussi au ralenti - la musique est exactement la même que dans Orange mécanique.
- Dans l'épisode A Jorb Well Done du webcartoon Homestar Runner, Coach Z est forcé de regarder un vidéo lui apprenant comment dire « Job », parodiant la méthode Ludovico.
- Dans Avatar, le dernier maître de l'air le Ministre de la Culture de la Terre, Feng Long, utilise la méthode Ludovico sur les citoyens, afin de créer une « parfaite utopie ».
- Dans la série animée Rocko's Modern Life, il y a un épisode où un gang de chiens errants terrorise les citoyens de O-Town. Le chef de la bande porte un chapeau melon et a l'œil entouré d'un cercle noir, similaire à celui d'Alex. De plus, un autre des membres de la bande parle avec un accent similaire à celui de Dim.
- Dans Home Movies, Brendon a un poster d'un de ses films intitulé My Clock is Orange sur lequel on voit Brendon habillé comme Alex et son groupe.
- Dans l'animé et le manga King of Bandit Jing, le personnage Pernod ressemble à Alex.
- Solf J. Kimblee, dans la version manga de Fullmetal Alchemist, a porté des vêtements similaires à ceux d'Alex.
- Dans le manga et l'anime One Piece, Lafitte, le navigateur de l'équipage de Barbe-Noire a été gardien de la paix. Mais a été renvoyé pour son attrait à la violence. Il possède une canne et un chapeau, à l'image d'Alex[2].
- Dans l'épisode Bienvenue à Briarcliff, de la saison 2 d'American Horror Story, Kit Walker subit une opération de la part du Docteur Arthur Ardlen. Le docteur utilise alors un mécanisme semblable à celui qui est utilisé sur Alex, pour l'empêcher de fermer les yeux.
- Dans l'épisode 2 de la saison 2 de la série animée Archer, le Dr. Krieger use d'une méthode de manipulation des sentiments semblable à celle de Ludovico. Il s'en sert pour retirer le désir amoureux que le directeur de l'agence Odin porte à Malory Archer

### Live action
- Un épisode de la série de science fiction Farscape, dans lequel les personnages sont contrôlés mentalement par une puce implantée dans leurs nerfs optiques, est intitulé A Clockwork Nebari.
- Malcolm Mc Dowell apparaît comme narrateur de l'épisode Pip de la série South Park
- Dans l'épisode Invasion of the Moon Creatures de la série The Goodies Bill Odie et Tim Brooke Taylor errent dans les rues habillés en lapins dans le style d'Alex et frappent les gens au hasard avec des carottes géantes.
- Dans un épisode de Ned ou Comment survivre aux études, Ned est obligé de garder les yeux ouverts pendant qu'il regarde un vidéo de personnes lu demandant des choses et que le mot « NON » les coupent, faisant référence à la méthode Ludovico.
- Malcolm McDowell apparaît dans un épisode de Saturday Night Live (saison 6) dans lequel il est habillé de la même façon qu'Alex dans une fausse pub pour l'American Milk Association.
- Dans un épisode de Auf Wiedersehen, Pet, en 1983, Bomber, le personnage joué par Pat Roach, se réfère aux actes sexuels en disant ; « a bit of the old in-out ». Roach fait un caméo en videur au Korova dans le film.
- Dans l'épisode electro de The Mighty Boosh, le groupe que Vince rejoint s'appelle Kraftwerk Orange.
- Dans le téléfilm de la Fox basé sur la série Doctor Who, le Maître place un appareil dans la tête du docteur qui le force à garder les yeux ouverts et à le regarder détruire la Terre.
- Dans l'épisode Le visiteur de la série Smallville, Chloe Sullivan dit ; « What are you going to call it? A Clockwork Orange? » lorsqu'elle parle de l'expérience sur des oranges que Clark Kent et Pete Ross réalisent.
- Dans l'épisode President Evil de Veronica Mars, Mercer est déguisé comme Alex lors d'une soirée.
- Dans Big Brother's Big Mouth, Russell Brand a présenté un clip en disant « Vidit my droogies ».
- Dans la saison 2 de American Horror Story, Lana Winters accepte de tenter la méthode Ludovico afin de mettre fin à son homosexualité.

## Cinéma
- Le film hongrois Nexxt est vaguement sur l'histoire, traitant le roman et le film comme des documentaires, suit le « véritable » Alex et fait des parallèles avec un meurtrier plus récent.
- Une scène en fast motion apparaît dans Good Bye, Lenin!, accompagnée de l'ouverture de Guillaume Tell, similaire à la scène de sexe dans le film. Le personnage principal se nomme lui aussi Alex.
- Le film Bowfinger, roi d'Hollywood (1999) mentionne Stanley Kubrick et Orange mécanique dans une liste de films.
- Dans Trainspotting de Danny Boyle, l'écriture sur le mur du Volcano Nightclub est le même que celui du Korova Milk bar.
- Dans Fargo des frères Coen, Carl dit qu'il est dans la ville pour « just a little of the ol' in-and-out », citant directement Alex.
- Dans Disjoncté, Matthew Broderick expérimente sa sortie de prison comme celle d'Alex (l'installateur a pris sa place en tant que fils de la famille).
- Dans Batman & Robin, un des gangsters est déguisé comme Alex et son groupe, lors de la course de motos. De plus, la chanson en arrière-plan est Fun for Me du groupe Moloko.
- Dans Queer Duck: The Movie, le personnage s'essaye à une thérapie similaire à la méthode Ludovico pour « soigner » son homosexualité. Il est obligé de regarder de garder les yeux ouverts pendant la diffusion de films. Cependant, à la fin il révèle qu'il voudrait une copie car « less gay version of A Clockwork Orange ».
- Dans A Clockwork Orgy, film pornographique avec Kaitlyn Ashley, Alex est une femme (Alexandra) et le Korova un bar normal et banal.
- Dans le film Tenacious D in The Pick of Destiny, Jack Black, essayant de dormir sur un banc public, se fait agresser par un gang habillé comme le groupe d'Alex. Lorsque les agresseurs approchent Jack, on peut entendre la première note du thème. Un des agresseurs ne parvient pas à parler avec un accent anglais et est frappé par un de ses droogs. Ils battent Jack Black puis s'enfuient.
- Dans South Park, le film : Plus long, plus grand et pas coupé, on implante une puce à Eric Cartman qui reçoit une décharge électrique dès qu'il dit une grossièreté. La scène est similaire à celle du film lorsque la guérison d'Alex est exposée.
- Dans Minority Report, une scène reprend celle où un appareil empêche Alex de fermer les yeux.
- Dans Grégoire Moulin contre l'humanité, on peut voir brièvement l'un des invités de la fête costumée dans laquelle se retrouve le héros, déguisé comme Alex.
- Dans Fight Club de David Fincher, certains plans de l'agression du notable dans les toilettes font référence à l'attaque et au viol dans la maison de l'écrivain.
- Dans Next, une scène avec Nicolas Cage reprend celle où un appareil empêche Alex de fermer les yeux : il est attaché à une chaise, les yeux écarquillés afin de visionner de force les actualités télévisées (on aperçoit d'ailleurs rapidement un « scientifique » lui mettant des gouttes dans les yeux).
- Dans le film Bons baisers de Hong Kong des Charlots, on croise, dans le club anglais, Alex buvant du lait+ .
- Dans le film Astérix et Obélix : Au service de Sa Majesté, une scène avec Mrs Macintosh essayant d'éduquer le normand barbare Têtedepiaf avec des moyens « plus rapides », reprend la scène où un appareil empêche Alex de fermer les yeux. L'appareil est grotesque et entièrement en bois, il est détourné de manière parodique.
- Dans le film Steak de Quentin Dupieux, sorti en 2007, les « Chivers », un groupe de jeunes, sont inspirés d'Alex et de ses droogies : ils pratiquent des jeux violents, nous laissent supposer qu'ils utilisent un argot pour se parler et boivent du lait à longueur de journée.
- Le court-métrage La fallera mecánica, mettant en scène un travesti à la fête des fallas de la ville de Valence (Espagne), est nommé en référence au film de Kubrick[3].

## Sports
- Patrick Martin, un catcheur professionnel apparaissant souvent au Total Nonstop Action Wrestling, utilise comme nom de ring Alex Shelley, partiellement inspiré du personnage d'Alex.
- Le catcheur professionnel Scott Levy, connu sous le nom de Raven, a popularisé le Clockwork Orange House of Fun Match, une variation de combat utilisée exclusivement par la TNA Wrestling.
- Le même Scott Levy, arrive parfois au ring vêtu comme Alex.
- Les équipes d'ultimate de l'Université de Princeton sont connues sous le nom de « Clockwork Orange ».
- À cause de leurs uniformes orange et de leur style de jeu très efficace, l'équipe des Pays-Bas de football a été surnommée « The Clockwork Orange ». En Amérique du Sud, ce fut traduit par Naranja Mecanica.
- Blind, la marque de skateboard, a parodié la couverture du film sur une de leurs planches.
- Les "Drughi" (italianisation de Droogs) sont des ultras du club de football de la Juventus de Turin.
- L'équipe parisienne de roller derby des « Lutèce Destroyeuses » adopte un visuel qui rappelle « Orange mécanique ».
- Alex fait partie intégrante des symboles des Magic Fans 1991 Supporters de l'AS Saint-Etienne

## Jeux vidéo
- Dans le jeu sur Nintendo 64 Conker's Bad Fur Day, et son remake sur Xbox, Conker: Live and Reloaded, la séquence d'ouverture et celle de fin montre le personnage principal Conker dans le rôle d'Alex, dans une parodie de la scène d'ouverture du film.
- Dans Worms World Party, il existe un mode appelé « Clockworm Orange ».
- Dans Doom, le quatrième niveau de difficulté se nomme « Ultra-Violence ».
- Dans le jeu par navigateur Kingdom of Loathing, il y a un objet appelé « Clockwork Grapefruit ». Ce jeu y fait non seulement référence au titre du livre mais les descriptions dans le jeu font référence au Nadsat et à Alex.
- Sur la couverture du jeu PlayStation Silent Bomber, le personnage principal, Jutah Fate, a le numéro de prisonnier d'Alex, 655321, imprimé sur son uniforme.
- Dans le jeu sur PlayStation Real Bout Fatal Fury Special: Dominated Mind, le boss White est déguisé comme Alex et son groupe.
- Dans le jeu sur PlayStation 2 Spider-Man 2, une des nombreuses brutes dit ; « Time for bit o' the old ultra-violence! ».
- Dans le jeu Duke Nukem 64, on peut apercevoir une affiche du film dans le niveau Hollywood holocaust.
- Dans le jeu The Binding of Isaac, il existe un objet appelé "Ludovico Technique"

## Lieux
- Le Korova Milk Bar à New York fait référence à son homonyme. Il possède le même décor que celui dans le film et sert des boissons à base de crème glacée et de lait.
- Le Korova est un bar/nightclub à Liverpool en Angleterre.
- Le Moloko est un « vodka bar » à Salisbury, dans le comté anglais du Wiltshire, spécialisé dans les vodkas russes, polonaises et scandinaves.
- L'Orange Mécanique, situé à Paris dans le 11e arrondissement, est un bar référencé années 1960 psychédélique. Il sert un cocktail Orange Mécanique à base de Cointreau et de Champagne.
- Le défunt Bauhaus bar, bar goth réputé de Lyon, arborait une décoration rappelant l'architecture psychédélique omniprésente du film et servait un cocktail étrange à base de lait nommé « Orange mécanique ».
- Le Moloko était un bar situé au deuxième étage de L'Usine, lieu alternatif genevois.
- Le Moloko est le nom de la future salle de musique actuelle de Pays de Montbéliard Agglomération: Audincourt.
- Moloko est un bar à Toulouse en France, avec une atmosphère années 60, pop et psychédélique.